# Кофьяр
Кофьяр (также квонг; англ. kofyar, kwong) — чадский язык (или диалект), распространённый в центральных районах Нигерии (в районе Шендам штата Плато). Входит в кластер кофьяр ангасской группы западночадской языковой ветви.
Язык/диалект бесписьменный.

## Классификация
Идиом кофьяр входит в состав кластера кофьяр. Помимо него в данный кластер включаются языки/диалекты мирьям (мерньянг), диммук (доемак), квалла (квагаллак), бвал (бвол), гворам, джипал, тенг и шиндай. Языки/диалекты объединения кофьяр являются частью подгруппы сура-ангас ангасской группы западночадской подветви западночадской ветви чадской семьи (ангасская группа также может обозначаться как группа A.3, или сура-герка, а западночадская подветвь как подветвь A).
Кофьяр и другие идиомы кластера кофьяр чаще всего рассматриваются как диалекты (диалектный пучок), иногда их описывают как отдельные близкородственные языки (название идиома кофьяр как наиболее значимого и самого крупного по числу носителей среди остальных близких ему языков/диалектов выбрано для названия всего кластера — диалектного пучка или группы языков). Как диалекты идиомы кластера кофьяр представлены в классификации чадских языков, опубликованной в справочнике языков мира Ethnologue; в классификациях чадских языков, рассматриваемых в работах британского лингвиста Р. Бленча и в классификации, опубликованной в базе данных по языкам мира Glottolog. Как самостоятельные языки идиомы кофьяр отмечены в классификации, данной в работе С. А. Бурлак и С. А. Старостина «Сравнительно-историческое языкознание».